# 青衣海濱公園

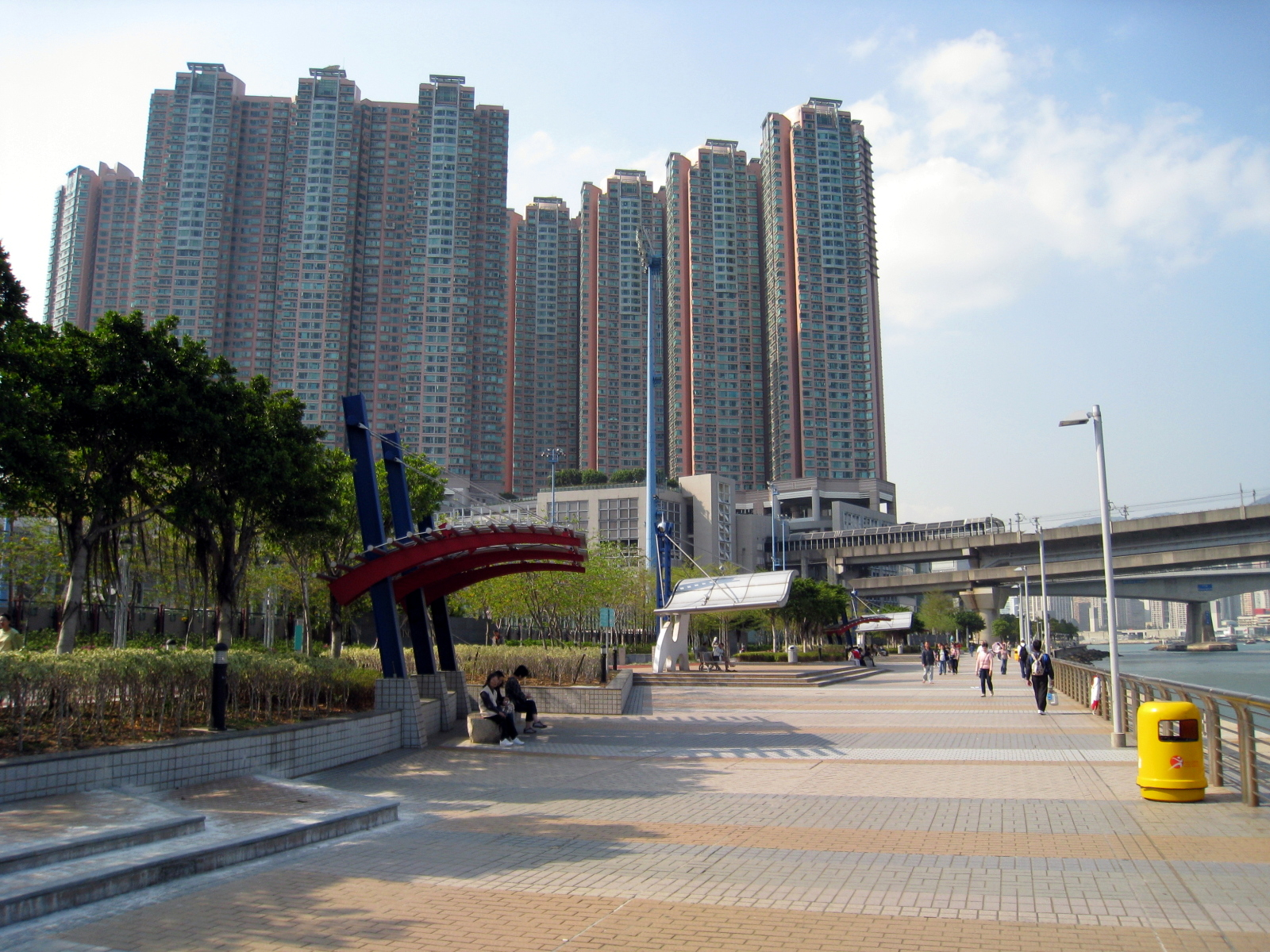
青衣海濱公園

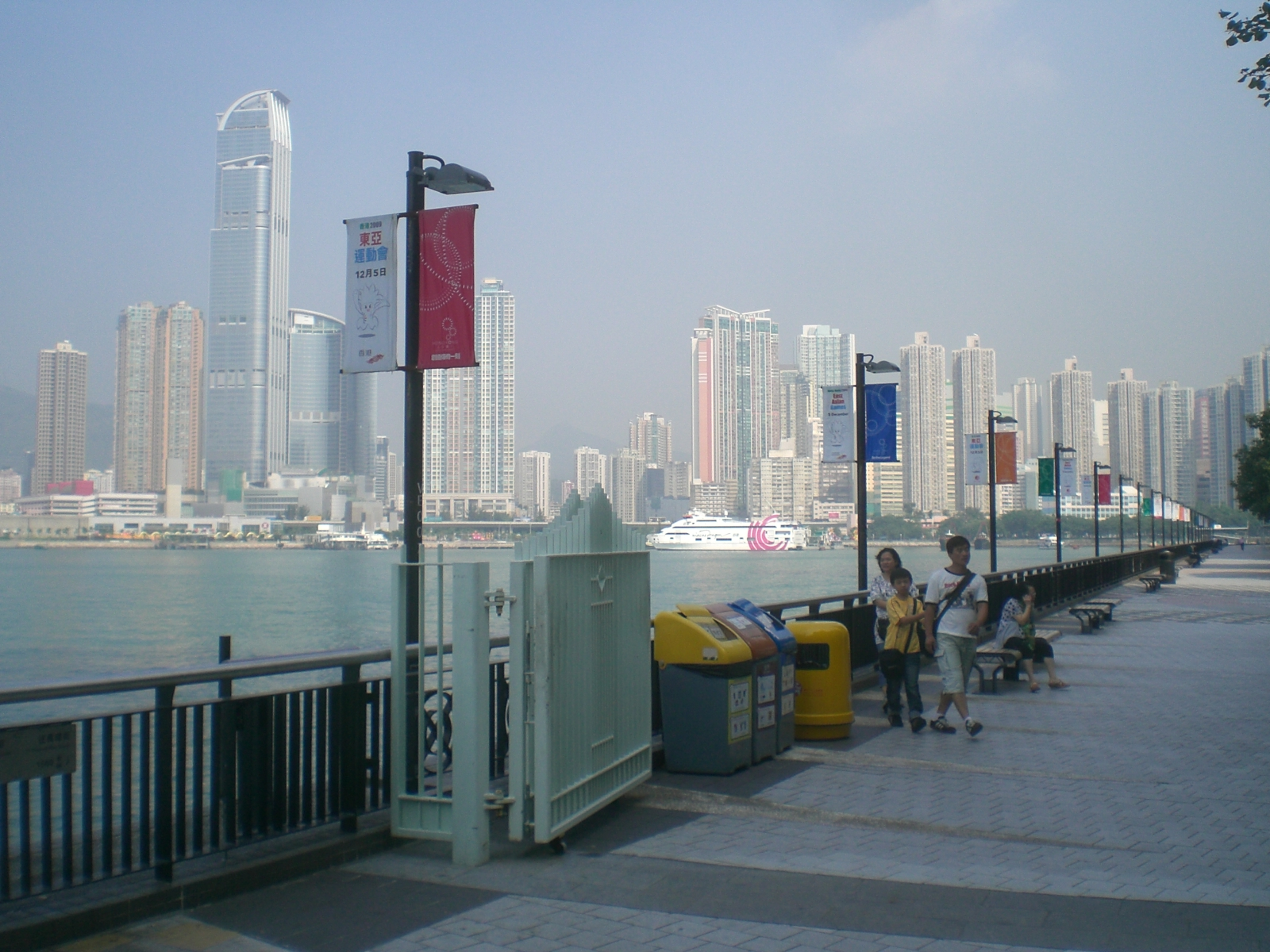
公園面向荃灣的景觀

青衣海濱公園（英語：Tsing Yi Promenade）是香港一個海濱長廊，位於新界青衣島，由香港康樂及文化事務署管理。公園於2004年啟用。
青衣海濱公園沿青衣島東岸，由翠怡花園開始，經過青衣碼頭、宏福花園、青衣城、灝景灣、長發邨伸展至青衣東北公園，全長超過2,000米，佔地6.6公頃，並設有閘口連接青衣運動場及私人屋苑—灝景灣和宏福花園（在灝景灣對出的一段會在晚上12時關閉）。此公園上空有一條行車大橋及一條鐵路橋，名為青荃橋和青荔橋。

## 設施與特色
青衣海濱公園面對藍巴勒海峽及荃灣，種植了多種植物，是青衣區居民運動以及休憩的好地方。事實上，每天均有市民在此進行跑步及舞蹈運動，甚至練習太極一類的健身操。
公園更設有健身設施，因此市民除了進行跑步之外，更可以享用這些設施鍛鍊自己。此外，更有多個兒童遊樂場，讓小朋友也可以在這個設於海邊的公園，盡情玩樂。
青衣海濱公園另一個特色就是其眺望臺，讓遊人可以從一個更好的角度，眺望對岸荃灣及深井的景觀。

## 禁煙安排
此場地（除吸煙區外）禁止吸煙。

## 景觀與設施

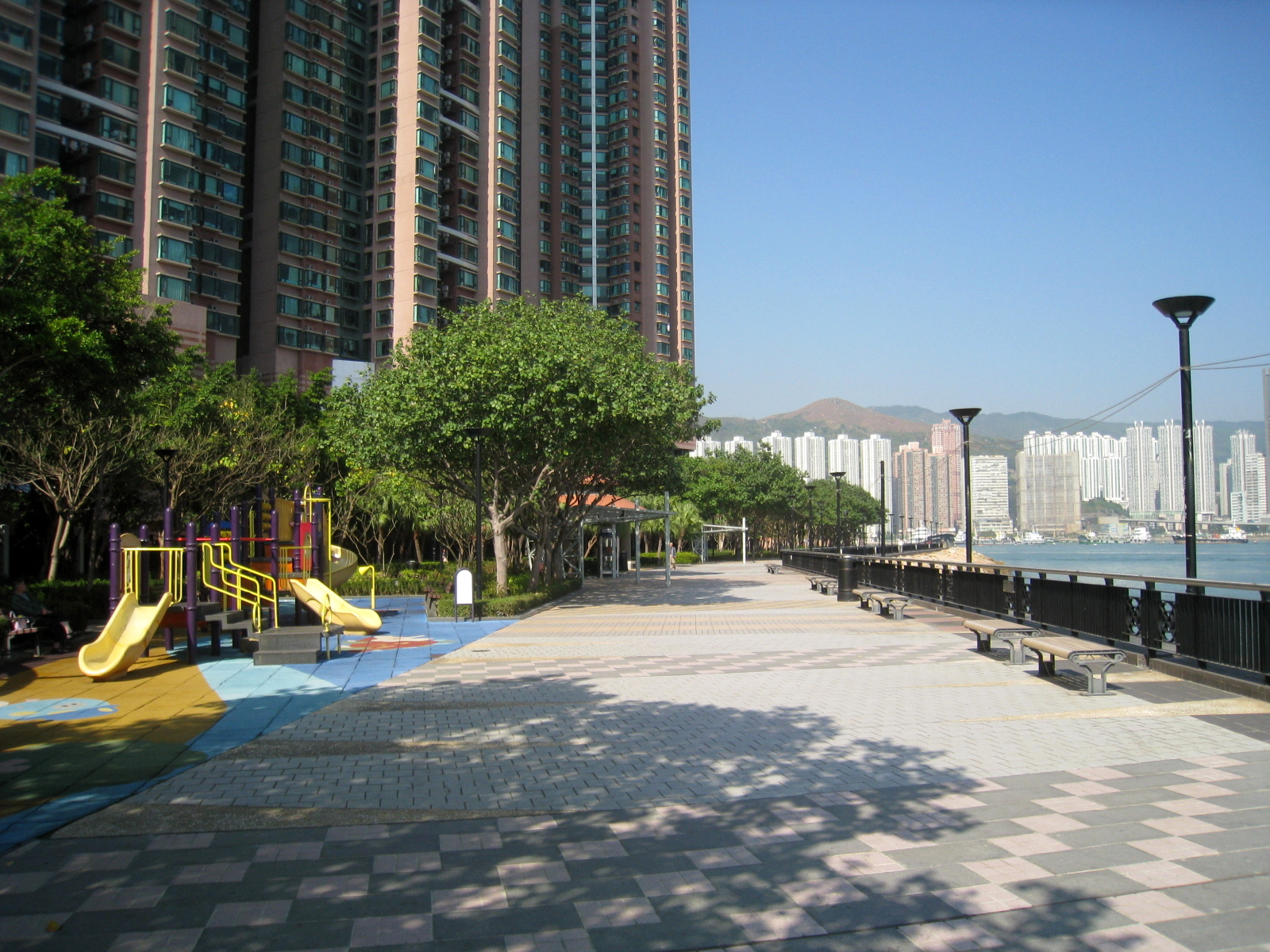
公園海濱長廊
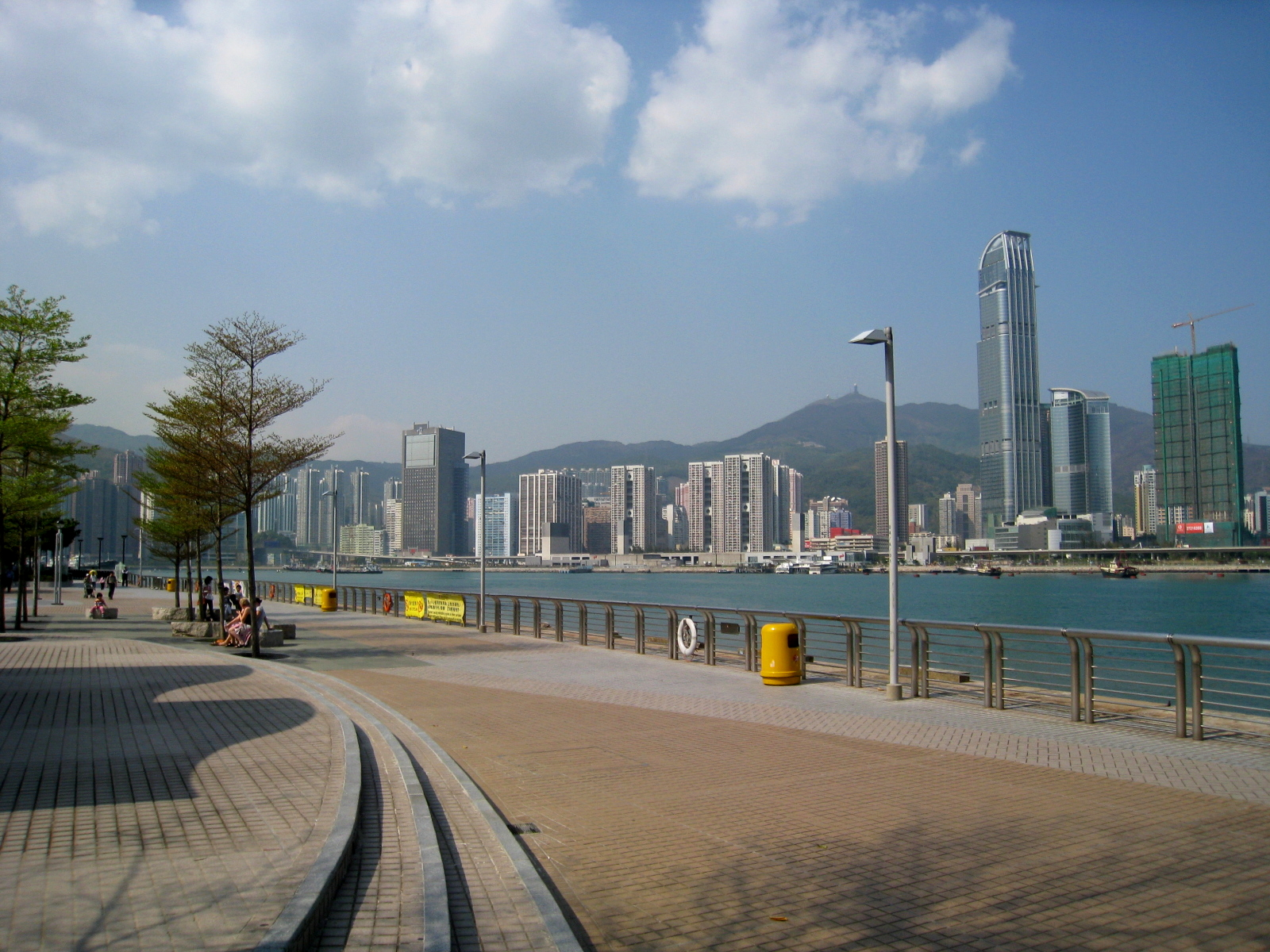
公園的海景
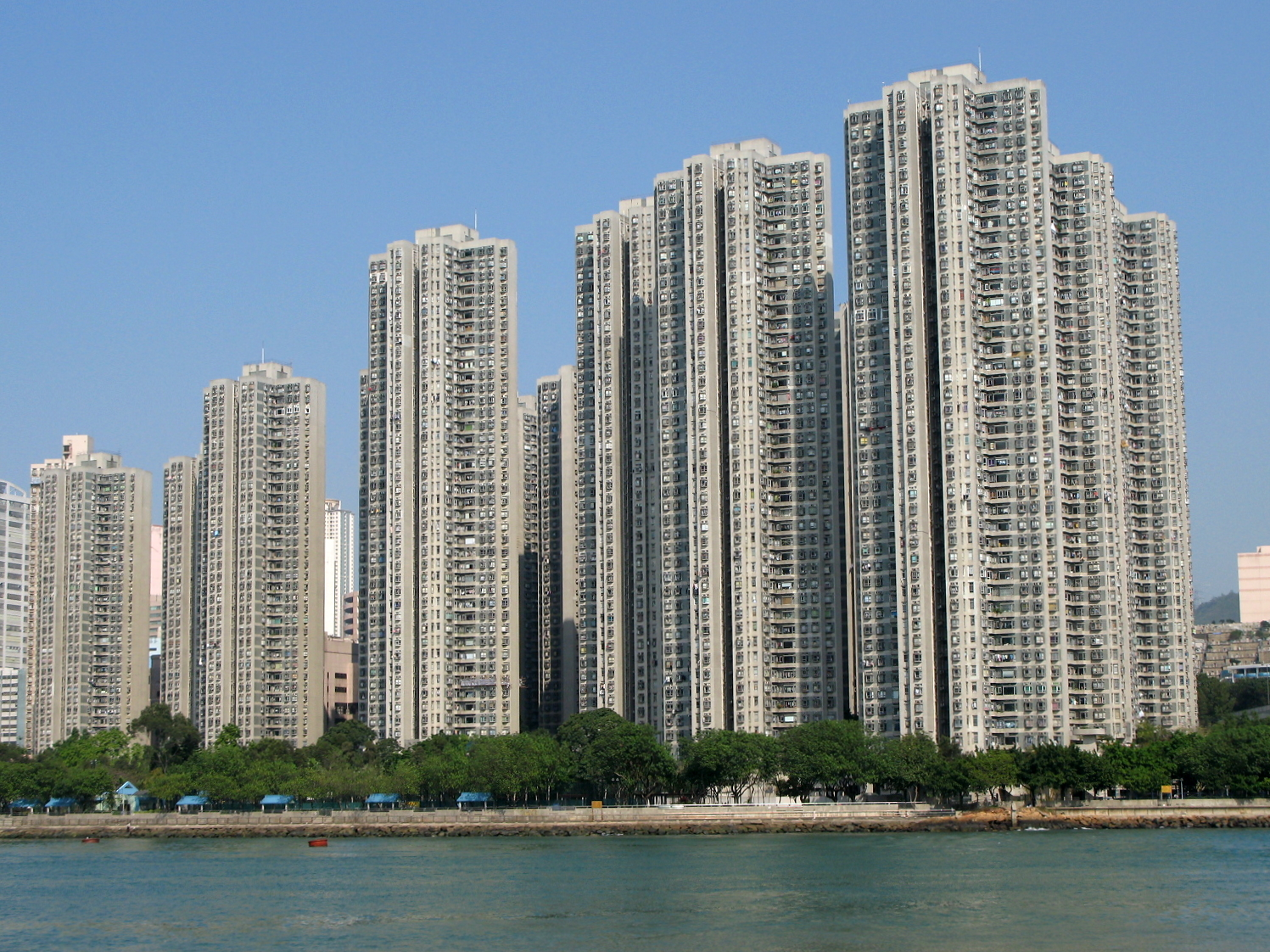
從公園望向對岸的海濱花園
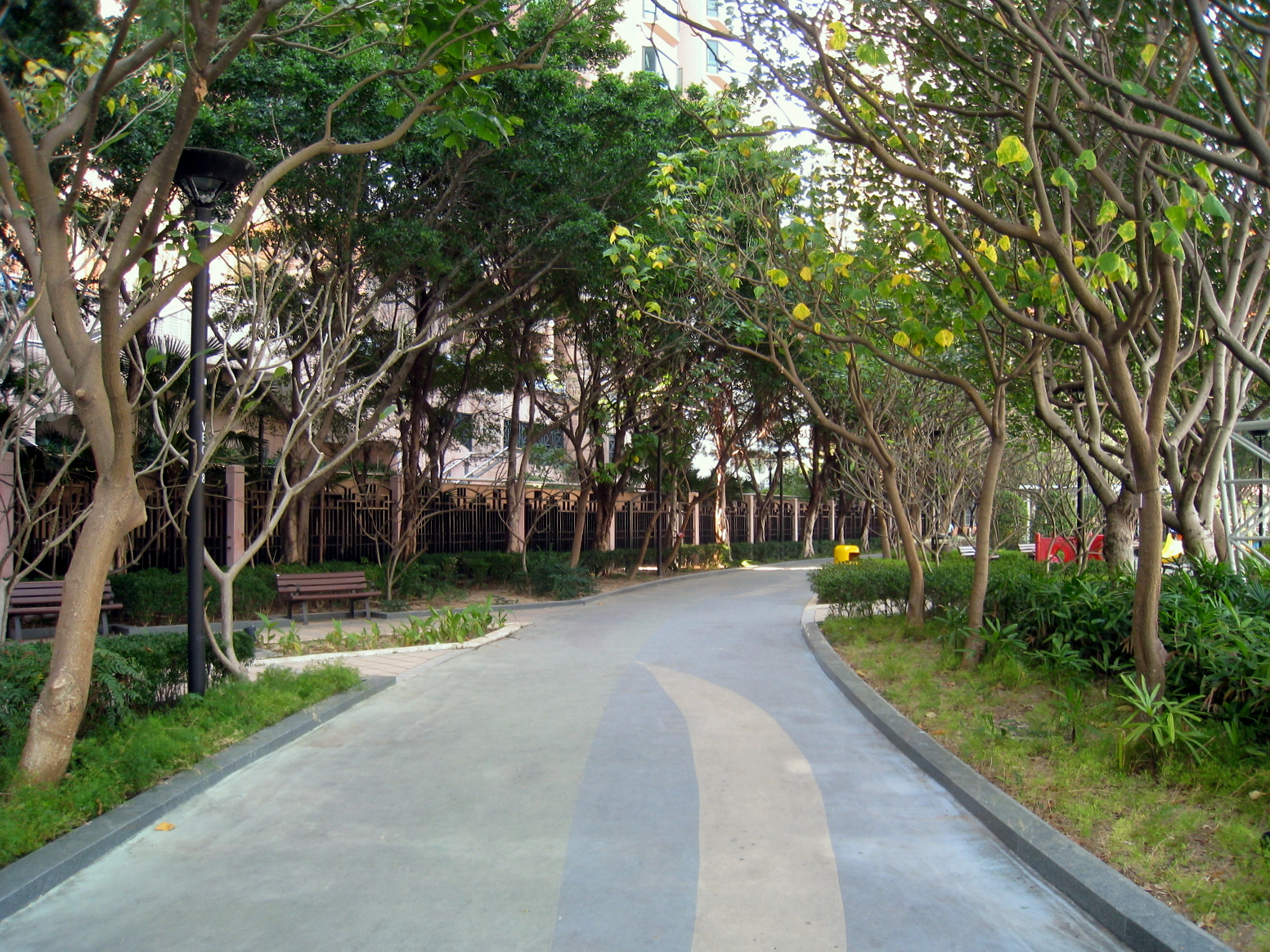
緩跑徑
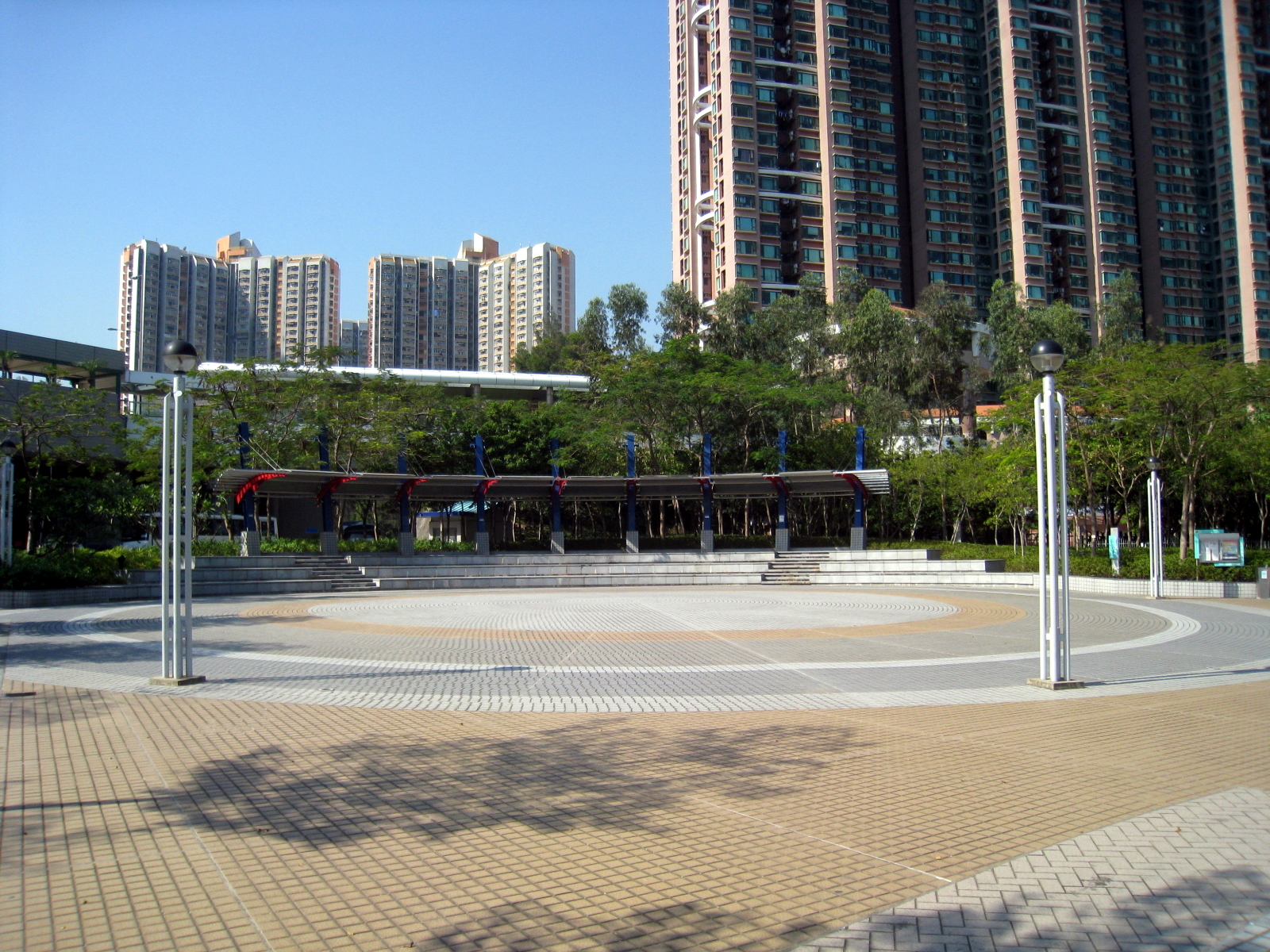
園內的廣場
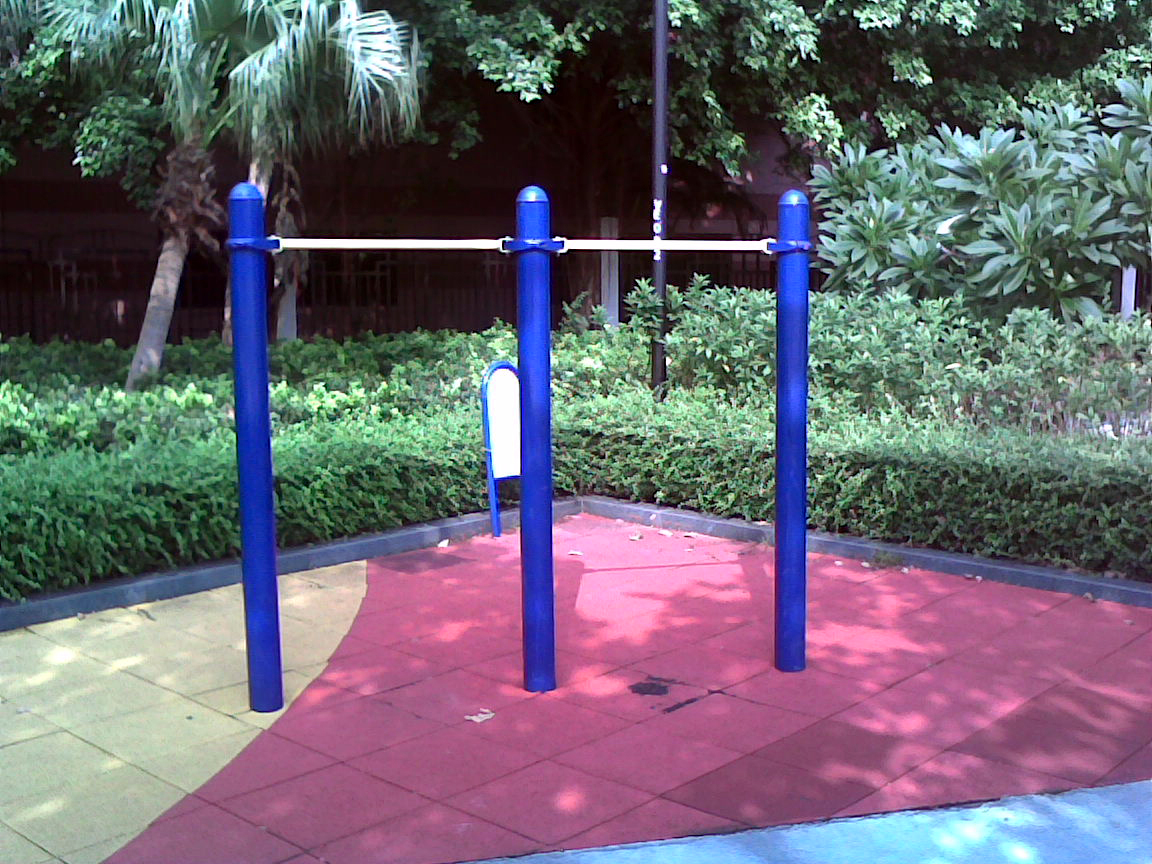
健身設施
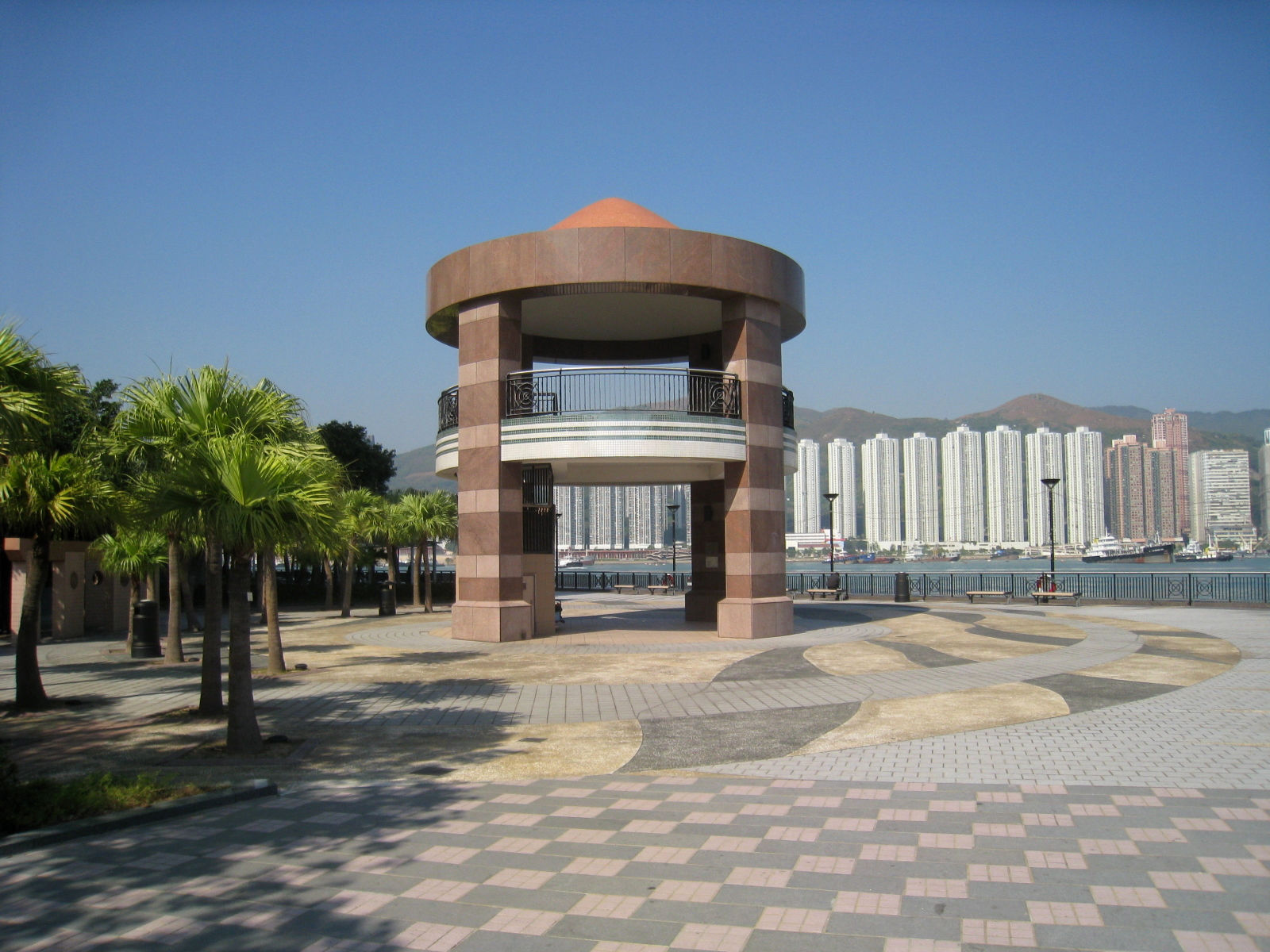
眺望台
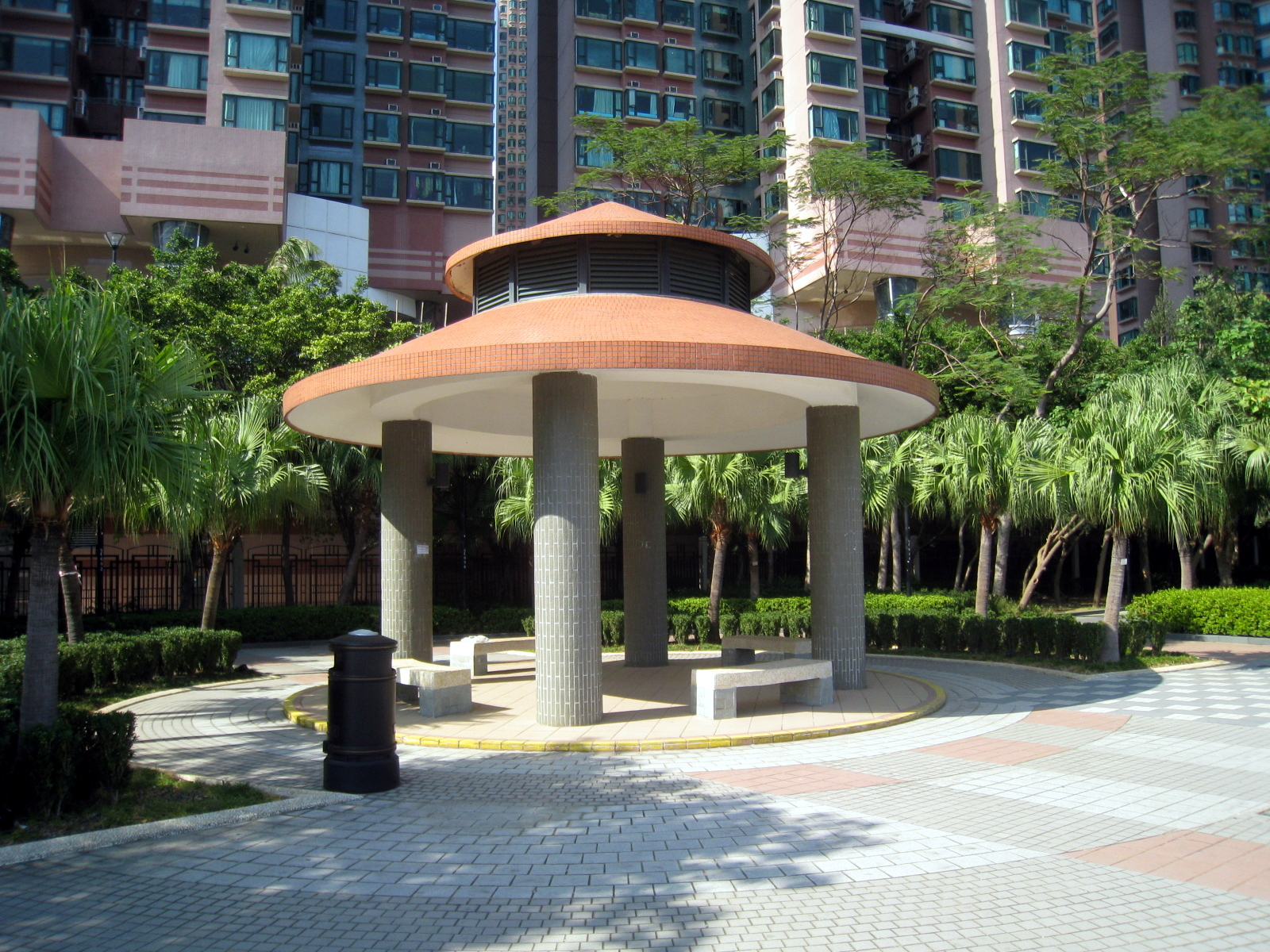
涼亭
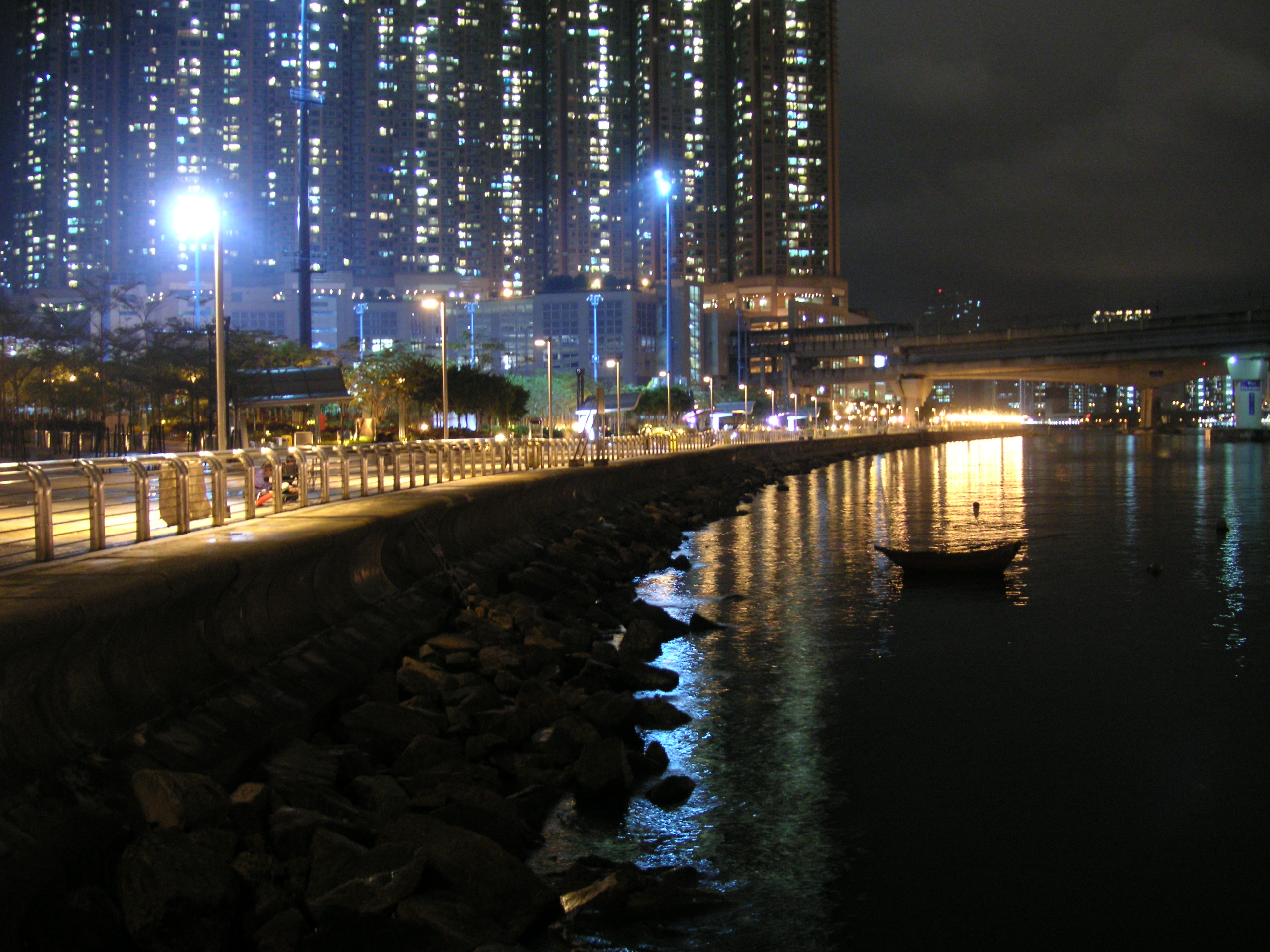
從青衣碼頭觀看此公園的景觀
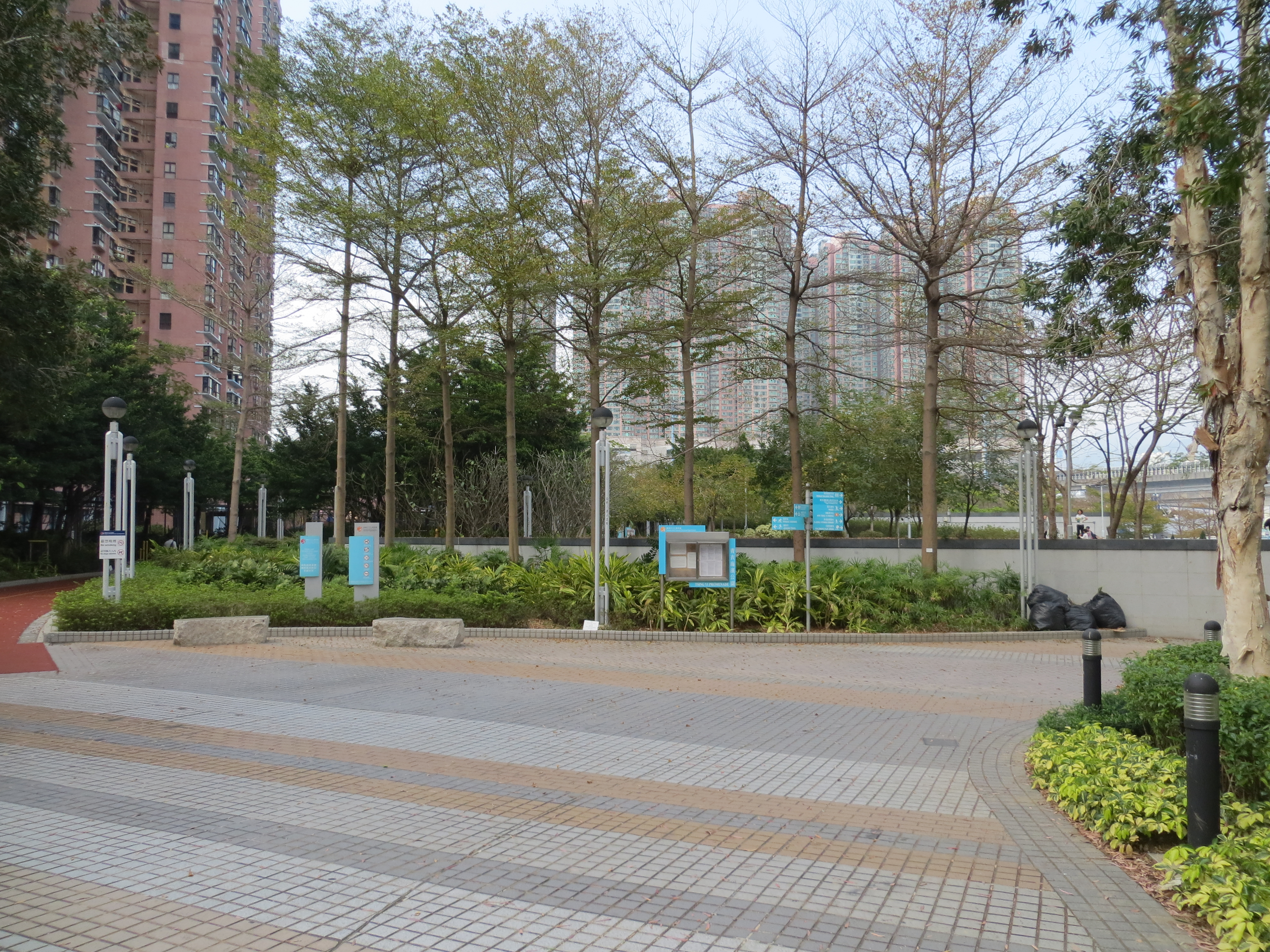
青衣海濱公園在楓樹窩路的入口